# Ōnojō
Ōnojō (jap. 大野城市 Ōnojō-shi) – miasto w Japonii, w prefekturze Fukuoka, na wyspie Kiusiu.

## Historia
1 kwietnia 1889 roku, w wyniku połączenia kilku wiosek, w powiecie Mikasa powstała wioska Ōno (jap. 大野村 Ōno-mura). 1 kwietnia 1896 roku stała się częścią powiatu Chikushi. 1 października wioska zdobyła status miasteczka (町), z 1 kwietnia 1972 roku zdobyła status miasta. Ze względu na istnienie miasta o nazwie Ōno (w prefekturze Fukui) nazwę miasta zmieniono na Ōnojō.

## Populacja
Zmiany w populacji Ōnojō w latach 1970–2015:
| Rok  | Populacja |
| ---- | --------- |
| 1970 | 33 818    |
| 1975 | 52 169    |
| 1980 | 64 109    |
| 1985 | 69 435    |
| 1990 | 75 214    |
| 1995 | 82 903    |
| 2000 | 89 414    |
| 2005 | 92 748    |
| 2010 | 95 087    |
| 2015 | 99 525    |